# 中华人民共和国贫困问题
| 中國贫困人口比例                                                       | 中國贫困人口比例       | 中國贫困人口比例 |
| 贫困定義                                                               | 人口比例               |                  |
| ---------------------------------------------------------------------- | ---------------------- | ---------------- |
| 世界银行国际贫困线： 每天生活费用低于1.9美元，约合人民币13.3元         | 0.7% (1000万) (2015)   |                  |
| 世界银行中低收入阶层贫困线： 每天生活费用低于3.2美元，约合人民币22.4元 | 7% (9550万) (2015)     |                  |
| 世界银行中高收入阶层贫困线： 每天生活费用低于5.5美元，约合人民币38元   | 27.2% (3.731亿) (2015) |                  |
| 中國官方国家农村贫困标准： 人均年纯收入低于2300元                      | 3.1% (3046万) (2017)   |                  |

中华人民共和国的贫困问题是指影响中国民众，尤其是农村居民的，一种相对或绝对的物资匮乏状态。

## 概述
自70年代末邓小平执行市场化改革，也就是改革开放起，中国就成为世界上经济发展最迅速的国家之一，多年来年均GDP增长均超过10%。经济的增长使得生活水平有了显著提升，贫困也有明显的下降。在1981年至2005年间，每天生活费用不足1.25美元的人口比例据估计从85%下降至16%，这意味着有接近六亿人口脱离了贫困，中國的贫困率自1981年的85%下降到了2012年的10%（贫困定义为平均每天生活费用不足1.25美元的人口数量）。根据2009年的统计估计，日均生活费用低于2美元的人口约4.68亿，占总人口的48%。同时，快速的变化带来了一系列的问题：中国面临着严峻的自然资源匮乏和环境恶化，发展速度不均也导致了地区之间和人与人之间的贫富差距不断扩大。进一步扩大的收入差距尤其表现在城市、沿海地区和乡村、内陆地区的生活标准差异上。同样，健康和教育支出的不均等也有扩大。因有相关报道指出中国对贫困率的低估使得确切的统计数据仍有争议。
改革之初，一些收入不均的扩大无法避免。因为沿海城市首先受惠于改革开放政策，一小部分受过教育的群体也拥有了新的机遇。然而，中国的一些政策很有可能加剧而非减缓这一不断扩大的差距。户籍制度使得农村向城市迁移不那么容易，也造成了全球最大的城乡收入差异现状。弱势的乡村土地占有制度也限制了农民从他们主要资产中获益的能力。
除了收入不平等，教育和卫生医疗开支的差距也在扩大。其中一部分原因是中国分散式的财政体系——地方政府负责主要的基础教育和卫生投入。贫困的地方难以负担这一类服务。
中国的巨大的贸易顺差则加剧了这一不平等现象，使这一问题更为棘手。贸易顺差刺激了城市中的成熟的制造业，却制约了政府对增加乡村卫生和教育等公共服务的投入能力。现今政府正在尝试重新平衡中国的生产从投资和出口向国内消费和服务转变，以期改善国家长期的宏观经济和相对贫困的状况。
最近，政府在试图通过放宽户口限制，废除农业税，和增加中央对农村地区的教育卫生投入来缩小不平等差距。

## 成因
中国的增长如此之快，事实上每家每户都从中获益，贫困率也随之大幅降低。然而，不同的人从中获利的程度大相径庭，改革开放过程中不平等现象也随之加重。这个现象不仅仅是指家庭收入和开销方面的不均等，也反映了社会开支方面（诸如教育和卫生）的不均等。就家庭开支而言，基尼系数自改革之初的0.31增长至2004年的0.45。某种意义上，这样的贫富差距增大是产生巨大增长的市场力量的自然结果。但是，就另一方面而言，这种差距的增大也是“人为的”——政府出台的一系列政策都加剧了贫富差距。一些政策的改变可以停止，甚至扭转这种差距扩大的现状。
一些不平等现象突显的原因被认为是中国引入了市场经济，但是包括国家卫生医疗制度和“铁饭碗”就业保障和福利系统的废除，农村人口向城市转移的诸多限制以及不得出售或抵押农村土地，和90年代对沿海地区过度倾斜的投资和发展在内的相关政策都可能是导致不平等现象加剧的原因。中国分散化的财政体制依靠着地方政府对卫生和教育的投入。这导致了贫穷的村庄不能负担良好的服务，贫困的家庭难以支付高昂的基本服务开销。
近年来中国巨大的贸易顺差同样是一个问题。这在刺激一个不能产生更多新职位的城市工业部门的同时，也限制了政府增加支出去提升基础服务解决不平等现象的能力。最近，政府倾向政策，鼓励流动人口，资助贫困地区和家庭的教育和卫生服务，平衡经济发展，使之从投资和出口转向国内消费和公共服务，以此来缩小社会差距。
1954年，诺贝尔奖得主经济学家威廉·阿瑟·刘易斯指出“发展一定是不平等的，因为发展不可能在经济的每个方面同时开始”。中国显示出刘易斯脑中的两种经典发展特点：发展刺激教育，和乡村向城镇的移民。作为一个欠发达国家，中国的改革始于相对较少的受过高等教育的人才，和那些生活在两倍于农村劳动生产率的城市里的小部分（20%）人口。
改革开放之初，教育的回报在工资上完全体现不出来——出租车司机和大学教授赚着差不多的钱。而经济改革创造了一个劳动市场，其中人们可以找寻到有较高薪水的工作，这使得受教育的人的工资得以显著的提高。1988年至2003年这段不长的时间里，所受的教育每增加一年，相应回报的工资附加值从4%增至11%。这种发展在最初会导致整体的贫富差距增大，因为最初收到过教育的人口数量偏少，且集中于收入分布的最右端。但是一旦有了合理的受教育的途径，经过一段时间以后，越来越多的人会得到更好的教育，进而最终可以缩小这种差距。
城乡之间的巨大的生产力和工资差距也导致了从农村到城市的高移民率。刘易斯指出，在一个80%人口都在农村的环境下，从低生产力的农业向高生产力的城市工作的转变最初是会导致不平等的。然而，如果人口流动一直持续直到50%的人口都在城镇时，进一步的移民反而会使社会更加平等。这种模式正是美国历史的佐证——1870-1920年间不平等随着快速的工业化急剧加速，又在之后得到缓解。因此，同样的带给中国快速增长的市场力量也可以预见的带来不平等。但是值得注意的是在中国，有很多政府政策加剧了这种不平等的趋势，限制了一些最终可能会缓解贫富不均现象的机制所带来的影响。
2020年5月28日，李克强在第十三届全国人大第三次会议结束後，按惯例出席了总理记者会。在记者会上，李克强交代了中国当前有6亿人口的每个月收入只有1000元人民币左右。2020年正值中共中央总书记习近平提出的脱贫收官之年，李克强的言论引发外界广泛争议。

### 城乡分化
很大一部分的贫富差距加重的原因可以归结为普遍的城乡分化，尤其是城乡收入的分化。据1995年的一次家庭调查显示，中国的贫富差距其中35%因城乡收入的差距而导致。
在2009年，国家统计局显示，城市人均收入每年约2525美元，是农村人均年收入的三倍。这是自1978年以来最大的收入差距。政府出台的向城市倾斜的经济政策导致了收入分化，即“人为”的城乡分化。根据国家分配的投资比重来看，城市地区明显重于农村地区。在1986-1992年间，对国有企业的投资占了政府总预算的25%以上。另一方面，在同一时期国家给予乡村地区的投资预算才不到政府总预算的10%，尽管全国有73%-76%的人口生活在这里。然而，与此同时，财政扩张带来的约有8.5%的通货膨胀带来的负担却平摊给了包括乡村百姓在内的所有人。这样的偏向城镇的政府财务分配意味着城市工人的收入也包括了政府的财政转移。不要忘记政府同时给了城镇的国企更高比例的信用贷款。而此时，乡村的工人所赚的钱却仅仅主要来自于产出这种偏向城市的政策反映了相较于大多数农村群体来说，相对比例较少的城市人口对于政府更加重要。
当改革在城市铺展开时，城镇职工的实际工资有了大幅度增长。而农村向城市移民的限制保护了城镇职工来自乡村职工的竞争，因此增大了城乡差距。根据一份2009年出版来自世界银行的报告显示，如果城市中的外来务工者算在农村人口中的话那么99%的中国贫困人口来自农村地区。除去了外来务工人员后，仍有90%的贫困人口来自于农村。
中国的不平等不只是在城乡之间才有，城市内部和乡村内部本身也存在着不平等。在一些乡村地区，收入与城镇收入仍有可比性；而另一些乡村地区收入仍因发展受到极大限制。城乡的不平等不仅仅是指收入上的分化，也包括了地区上教育和卫生服务的差距。

## 减少贫困
中国自1978年以来的经济改革之后保持了超过30年的快速增长，这个稳定的增长使人民的生活水平有了翻天覆地的变化。25年前，中国和其他亚洲的发展中国家一样，有着很多相似的问题：人口众多，人均收入低，人均资源匮乏等。但自1990至2005的15年间，中国保持了人均收入8.7%的增速。
中国的改革计划通称为改革开放。这突出了中国的改革中核心的一点便是贸易自由，引入外商直接投资，且控制本国资本收支的资金流动。中国改善人力资本，开放外资外贸，为私营部门创造了一个更好的投资环境。
在加入WTO以后，中国的关税降至100%以下，制成品进口在5%左右，这大大欢迎了外国投资进入中国经济特区，其中一些特区有超过200万城市人口。特区的外资直接引领了更为普遍的对外资的经济开放，使得中国成为了90年代最大的外国直接投资受援国。
改革开放伴随着一系列的投资环境的改善。尤其是沿海地区的城市，私营部门占据了超过90%的制造业资产和产品。2005年，本土私营企业的平均税前收益率已和外资企业的相当。沿海地区的地方政府将因不可靠电力供应导致的减产降到了总额的百分之一，平均进口的通过程序时间也降至3.3天。
中国的持续稳定的经济增长为减少贫困做出了空前的历史性贡献。世界银行根据家庭实际消费（包括自产的粮食和其他物品的消耗）定义了一条贫困线，即以购买力平价计算，为每天1美元。在大多数低收入国家中，这样的开支足够保证每个人每天有1000卡路里的营养能量摄入，以及其他基本生活必需品。在2007年，这条贫困线对应大约2836元一年。根据家庭调查，中国的贫困人口在1981年曾是总人口的63%，在2004年则降至10%，这意味着有近5亿人口在这段时间中爬上了贫困线。
数十年来，减少贫困的趋势呈波浪形。家庭联产承包责任制的推行推动了农业产出的大幅增加，在1981至1987的短短7年间，贫困人口减少了一半以上。在1987至1993年间，贫困现象停滞不前，之后又重新恢复。在1996年至2001年间，又出现了一次相对平缓的贫困减少。然而，自2001年中国加入世界贸易组织以后，贫困率飞速下降，三年间锐减了三分之一。

### 资料
1. 1 2  . World Bank.   [2015-03-31]. （原始内容存档于2020-11-25）.
2. 1 2 3  .   [2015-03-31]. （原始内容存档于2015-05-18）.
3. ↑  . www.xinhuanet.com.   [2018-05-23]. （原始内容存档于2020-11-04）.
4. ↑  大汉网络. . www.cpad.gov.cn.   [2018-05-23]. （原始内容存档于2020-11-04）.
5. ↑  Anup Shah, 2010 http://www.globalissues.org/article/4/poverty-around-the-world#WorldBanksPovertyEstimatesRevised （页面存档备份，存于）
6. ↑  UNICEF and U.N. Human Development Report, 'Human and income poverty' （页面存档备份，存于）
7. ↑  Park, Albert; Wangb, Sangui. . China Economic Review. 2001, 12 (4): 384–398. doi:10.1016/S1043-951X(01)00066-9.
8. 1 2  Eastman, R. and M. Lipton, 2004. Rural and Urban Income Inequality and Poverty: Does Convergence between Sectors Offset Divergence within Them? in G. A. Cornea, ed., Inequality, Growth and Poverty in an Era of Liberalization and Globalization, Oxford U. Press, 112-141.
9. ↑   (PDF).   [2013-04-24]. （原始内容 (PDF)存档于2012-02-26）.
10. ↑  . 新华网. 2020-05-29  [2020-06-06]. （原始内容存档于2020-06-06）.
11. ↑  . BBC中文网. 2020-06-05  [2020-06-06]. （原始内容存档于2020-06-06）.
12. ↑  . 香港蘋果日報. 2020-06-05  [2020-06-06]. （原始内容存档于2020-06-06）.
13. 1 2 3  Knight, J.; Li, S. , Song, L.  (PDF). March 2004  [12 September 2011]. （原始内容存档 (PDF)于2020-05-10）.
14. 1 2  Fu, Jing. . China Daily. 2 March 2010  [14 September 2011]. （原始内容存档于2020-11-04）.
15. ↑  Knight, J. . United States, New York: Oxford University. 1999: 8. ISBN 0-19-829330-5.
16. 1 2 3 4 5  Yang, Dennis, T. . The American Economic Review. May 1999, 89 (2): 306–310  [16 September 2011].
17. ↑  Canaves, Sky. . The Wall Street Journal. 13 April 2009  [14 September 2011]. （原始内容存档于2020-07-16）.
18. ↑  Lardy, Nicholas R., 2001. The Economic Future of China. （页面存档备份，存于）
19. 1 2  Dollar, David R., Wei, Shang-Jin, 2006. Das Wasted Kapital. （页面存档备份，存于） IMF Working Paper.
20. ↑  Ravallion, Martin, and Shaohua Chen, 2005. China’s (Uneven) Progress Against Poverty. Journal of Development Economics.
21. ↑  Dollar, David R., Hallward-Driemeier, Mary, Mengistae, Taye, 2005. Investment Climate and Firm Performance in Developing Economies. Economic Development and Cultural Change 54(1), 1-31.